# Annella mollis
Annella mollis is een zachte koraalsoort uit de familie Subergorgiidae. De koraalsoort komt uit het geslacht Annella. Annella mollis werd in 1910 voor het eerst wetenschappelijk beschreven door Nutting.

## Beschrijving
Dit waaierkoraal heeft een ruime verspreiding, maar prefereert tropische wateren. Het hecht zich met kruipende wortels vast aan harde substraten. De kolonie heeft een taaie, buigzame hoofdas, met waaiervormige vertakkingen in hetzelfde vlak, die de poliepen dragen.